# Мирјана Павловић
Мирјана Павловић (Мајданпек, 1943) српска је књижевница, правница, магистар економије и професор енглеског језика и књижевности.

## Биографија
Рођена 1943. године у Мајданпеку, основну школу и гимназију завршила је у Пожаревцу. У Београду живи од 1961. године, где је дипломирала и магистрирала на Правном факултету и дипломирала на Филолошком факултету. Најдуже била је запослена као професор економије и предавач енглеског језика у Вишој техничкој ПТТ школи. Преводила стручне радове са енглеског (објављене три књиге и већи број чланака из области економије и социологије).
Од 2001. године је у пензији. Члан је Српског књижевног друштва.

## Збирке приповедака
- Заједнички именитељ, Књижевна омладина Србије, 1976. (награда Исидора Секулић)
- Чекаоница, Просвета, 1980.
- Смртоловка, Просвета , 1986, (у најужем избору за Андрићеву награду)
- Сумореске, Књижевна омладина Србије, 1995.
- Зрно зрну, Народна књига, 2003. (награда Исидориним стазама; у најужем избору за награду Женско перо)
- Трпеза без главног јела, Архипелаг, Београд, 2012.

## Антологије и избори
- Српска приповетка 1950-1982, Књижевна омладина Србије, Београд, 1983, прир. Радивоје Микић
- Антологија београдске приче II, Време књиге, Београд, 1994, прир. Александар Јерков
- Последње приче написане руком, Књижевна омладина Србије, Београд, 1995, прир. Данило Николић
- Чаробна шума (српска еротска приповетка), Радио Б92, Београд, 1996,прир. Васа Павковић и Дејан Илић
- Мала кутија (најкраће српске приче XX века), Југословенска књига, Београд, 2001,прир. Михајло Пантић
- Антологија приповедака српских књижевница, Zepter Book World, Београд, 2002, прир. Рајко Лукач
- Женски континент, (антологија савремене српске женске приче), Просвета, Београд, 2004. прир. Љиљана Ђурђић,
- Свет око нас (европски градови у новој српској приповеци), Архипелаг, Београд, 2009, прир. Гојко Божовић

## Награде и признања
- Награда Исидора Секулић, 1976.[2]
- Награда Исидориним стазама („Плави јахач 2), 2002.
- Андрићева награда, 2012.[3]